# 브루스 팀
브루스 월터 팀(영어: Bruce Walter Timm, 1961년 2월 8일 ~ )은 미국의 만화가, 캐릭터 디자이너, 애니메이터, 텔레비전 프로듀서이다. 《배트맨》 시리즈를 필두로 하는 일련의 DC 코믹스 원작 애니메이션 시리즈가 알려져 있다.